# Flea
Michael Peter Balzary (Melbourne, Australija, 16. listopada 1962.), poznatiji pod umjetničkim imenom Flea, basist je, trubač i povremeni glumac. Član je poznatog američkog rock sastava Red Hot Chili Peppers. Nadimak "Flea" ("buha" na engleskom) dobio je zbog svoje sitnije građe i snalažljivosti na sceni.

## Životopis

### Djetinstvo i mladost
Balzaryjevi roditelji su se rastali 1971., kada je on imao 9 godina, a majka mu se ponovo udala za njujorškog jazz glazbenika, Urbana Waltera Jr. Bio je, kako Flea danas kaže za očuha, "alkoholičar, narkoman i vrlo nasilan".
Ipak, očuh je potaknuo Fleu na glazbu i ona je ubrzo postala veoma važna u životu mladog Michaela; zavolio je jazz i soul. Obitelj Balzary se useljava u veliku kuću u kojoj su Michaelovog očuha često posjećivali drugi glazbenici. Pod njihovim je utjecajem Michael s 10 godina počeo svirati trubu, slušajući jazz legende Milesa Davisa, Charlieja Mingusa, Louisa Armstronga i druge. I dan danas, Flea čuva svoje suvenire iz tog doba. Važan trenutak bio je njegov susret s idolom Dizzyjem Gillespiejem (1973.), koji ga je i podučio nekim stvarima s trubom.
Zbog Walterovih turneja po SAD-u, obitelj Balzary se seli u Los Angeles (1973.) S 11 godina se Michael upisuje u školu Bancroft Junior, da bi kao srednju školu odabrao Fairfax. U emisiji Behind The Music na VH1, Flea je izjavio da ga nije zanimala rock glazba sve dok nije čuo poznate glazbenike i grupe kao što su Kiss, Jimi Hendrix i Led Zeppelin, koje mu je "nametnuo" prijatelj Hillel Slovak, budući član Red Hot Chili Peppersa.
Flea upoznaje Anthonyja Kiedisa, budućeg suosnivača grupe RHCP, kada je upisao srednju školu Fairfax te počinje svirati bas-gitaru sa 17 godina kako bi popunio prazno mjesto basista u sastavu Anthym njegovih prijatelja Hillela Slovaka, Jacka Ironsa i Alaina Johannesa. Godine 1981. napušta Anthym i pridružuje se sastavu Fear, punk grupi iz Los Angelesa. Već 1983. on, Kiedis, Slovak i Irons formiraju grupu Red Hot Chili Peppers. Odbio je poziv svog idola, Johnnyja Rottena iz Sex Pistolsa, koji ga je pozvao da svira u njegovoj novoj grupi Public Image Limited, da bi mogao ostati sa svojim prijateljima iz RHCP-a.

### Glazbena karijera
Flea je poznat kao jedan od najboljih basista na rock sceni. Usporedno nastavlja svirati i trubu, kao npr. u pjesmi Mikea Watta Ball Hog or Tug Boat? i uživo u pjesmi Smells Like Teen Spirit sastava Nirvana. Također svira trubu u pjesmama Subway To Venus, Pretty Little Dirty i Taste the Pain s albuma Mother's Milk, Tear s albuma By the Way te Hump de Bump i Torture Me s albuma Stadium Arcadium. Na koncertima svira bas i trubu.
Stil Fleae su oblikovali Bootsy Collins, funk glazba i prvi sastavi punka, kao što su Black Flag ili Bad Brains.

## Diskografija

### SRed Hot Chili Peppersima
- 1984. "Red Hot Chili Peppers"
- 1985. "Freaky Styley"
- 1987. "The Uplift Mofo Party Plan"
- 1988. "The Abbey Road E.P."
- 1989. "Mother's Milk"
- 1991. "Blood Sugar Sex Magik"
- 1992. "What Hits!?"
- 1994. "Live Rare Remix Box"
- 1994. "Out in L.A."
- 1995. "One Hot Minute"
- 1998. "Under the Covers"
- 1999. "Californication"
- 2002. "By the Way"
- 2003. "Greatest Hits"
- 2004. "Live in Hyde Park"
- 2006. "Stadium Arcadium"

## Privatni život
Flea je od 2005. oženjen za Frankie Rayder. Ima dvije kćeri: Claru, rođenu 1988. u braku s Loeshom Zeviar i Sunny Bebop, rođenu 2005.

## Bas gitare
- Alembic Epic: Flea je koristio Epic za snimanje albuma "One Hot Minute". Primjeri su pjesme Aeroplane i Pea. Gitara se može vidjeti u drugom videu za singl My Friends.
- Fender Jazz Bass: Flea je koristio Modulus za snimanje "By The Way", ali nekoliko pjesama, kao Body Of Water, snimljene su s Jazz Bassom. Za snimanje "Stadium Arcadiuma", Flea je rabio Jazz Bass, model iz 1961. u vrlo rijetkoj boji Shell Pink. Ta se bas-gitara može vidjeti na videu Dani California i Californication.
- Fender Precision Bass: Tu je gitaru Flea rabio tijekom turneje Freaky Styley i za prve promocije "Stadium Arcadiuma".
- Sigma: akustična bas-gitara, koju je rabio za snimanje Pea.
- Taylor: akustična bas-gitara, koju je rabio za snimanje Road Trippin.
- Spector NS: Za snimanje The Uplift Mofo Party Plan Flea rabi crni Spector NS. Flea rabi tu bas-gitaru na videu za Fight Like a Brave i na turneji 1987. – 1988. Flea rabi Spector NS2 tijekom snimanja "Mother's Milka" i u videu Knock Me Down. Još ju je rabio na koncertima 1989. i 1991., alternativno s MusicMan Stingray.
- Wal Custom Mark II: Flea je rabio tu plavu bas-gitaru za snimanje albuma Blood Sugar Sex Magik, npr. Funky Monks i The Righteous and the Wicked. Flea nikad ne rabi tu gitaru uživo, ali može je se vidjeti na filmu Funky Monks.
- Musicman Cutlass I: Tijekom turneje The Red Hot Chili Peppers Flea je prvo rabio MusicMan Cutlass I. Originalno je bas bio crn, ali mu je on kombinirao boje. Nakon snimanja Freaky Styley s tom gitarom, Flea ju je rabio u videu Jungle Man i Catholic School Girls Rule.
- Musicman Sterling: Kratko ju vidimo na videu My Friends.
- Musicman Stingray: Njegov prvi bas u Red Hot Chili Peppersima je crni Stingray, s kojim je i snimio "The Red Hot Chili Peppers". Flea je u svojoj karijeri rabio mnoge Stingray gitare. Musicman mu pravi poseban model: Stingray MM3 s Cutaway.
- Modulus Flea Bass: Njegov potpisani bas. Tijekom turneje "Stadium Arcadium" njegova Jazz Bass '61 nije dobro radila pri miksu, pa je Flea uzeo Modulus. Za spomenuti je da Ue-chan iz grupe Maximum the Hormone ima isti bas.
- U spotu za pjesmu Dani California Flea rabi nekoliko basova: kontrabas na Rockabilly, Höfner 500/1 u Beatles, Precision Bass u Rock Psychedeliq, Ampeg Dan Armstrong Bass u Funk, Jazz Bass u Glam-Rock, Punk i Red Hot Chili Peppers te još neke.